# Faulkner Nunatak
Faulkner Nunatak är en nunatak i Antarktis. Den ligger i Västantarktis. Argentina, Chile och Storbritannien gör anspråk på området. Toppen på Faulkner Nunatak är 200 meter över havet.
Terrängen runt Faulkner Nunatak är varierad. Havet är nära Faulkner Nunatak åt nordväst. Trakten är obefolkad. Det finns inga samhällen i närheten. 